# Třída Etna (1941)
Třída Etna byla třída protiletadlových křižníků stavěných pro italské královské námořnictvo. Původně byly objednány jako lehké křižníky pro thajské královské námořnictvo a Itálií byly zabaveny během stavby. Ani jeden nebyl dokončen. Roku 1943 je ukořistila německá Třetí říše. Roku 1944 byly potopeny a později byly sešrotovány.

## Stavba
Lehké křižníky Taksin a Naresuan Thajsko objednalo roku 1938 u italské loděnice Cantieri Riuniti dell'Adriatico (CRDA) v Terstu. Jejich stavba byla zahájena roku 1939, ale roku 1941 byly práce přerušeny a dne 6. srpna 1942 byly oba rozestavěné křižníky zabaveny Itálií. Křižníky dostaly nová jména Etna a Vesuvio. Stavba pokračovala do roku 1943 podle přepracovaného projektu protiletadlových křižníků. Následně však došlo ke kapitulaci Itálie a oba křižníky 8. září 1943 ukořistili Němci, kteří ve stavbě nepokračovali. V roce 1944 oba křižníky odtáhli k městečku Muggia u Terstu, kde zůstaly polozatopené v mělkém moři. Jejich vraky byly na počátku 50. let sešrotovány.
Jednotky třídy Etna:
| Jméno                 | Založení kýlu | Spuštěna        | Vstup do služby | Poznámka |
| --------------------- | ------------- | --------------- | --------------- | --- |
| Etna (ex Taksin)      | srpen 1939    | 6. srpna 1941   | –               | V srpnu 1942 zabaven Itálií, dostavován jako protiletadlový křižník. Dokončen na 60 %. V říjnu 1943 ukořistěn Němci. Po válce sešrotován. |
| Vesuvio (ex Naresuan) | září 1939     | 28. května 1942 | –               | V srpnu 1942 zabaven Itálií, dostavován jako protiletadlový křižník. Dokončen na 60 %. V říjnu 1943 ukořistěn Němci. Po válce sešrotován. |

## Konstrukce

### Taksin
Thajské lehké křižníky měly nést výzbroj šesti 152mm kanónů ve dvoudělových věžích, šesti 76mm kanónů, osmi 13,2mm kulometů a dvou trojitých 533mm torpédometů. Dále měly nést dva průzkumné hydroplány startující z jednoho katapultu.

### Etna
Italské protiletadlové křižníky měly nést šest 135mm kanónů, deset 65mm kanónů a dvacet 20mm kanónů. Oproti úvodnímu projektu chyběly torpédomety a hydroplány. Měly být vybaveny radarem FuMo 39. Sekundárně měly působit jako rychlé transporty, takže disponovaly několika prostory pro náklad. Pohonný systém tvořily tři kotle Yarrow a dvě turbíny Parsons o výkonu 40 000 hp, pohánějící dva lodní šrouby. Nejvyšší rychlost měla dosahovat 28 uzlů.